# Srdeční katetrizace
Srdeční katetrizace je lékařský zákrok prováděný pomocí katetru zavedeného k srdci cévou. Může sloužit jak k diagnostickým, tak terapeutickým účelům. Mezi katetrizační metody řadíme například selektivní koronarografii nebo perkutánní koronární intervenci.

## Technika provedení
Samotná technika zákroku se liší podle jeho typu. Obecně lze říci, že pro přístup do pravé poloviny srdce vstupujeme do žíly, naopak pro přístup do poloviny levé vstupujeme do tepny, což s sebou nese samo o sobě vyšší riziko. Katetr se obvykle zavádí pod přímou rentgenovou kontrolou. V krevním řečišti lze poté prostřednictvím katetru měřit tlak či teplotu, odebírat krevní obsah či přidávat do ní různé látky, snímat či vyvolávat elektrické impulzy, provádět ultrazvukové vyšetření, vytnout vzorek cévní či srdeční tkáně, ale také provádět další terapeutické zákroky.

## Typy katetrizačních výkonů
Rozlišujeme katetrizační výkony pravostranné a levostranné. Rozdělení na diagnostické a intervenční je často pouze formální, ve skutečnosti při jednom výkonu lze provést obojí - určení problému i jeho řešení.

### Selektivní koronarografie
Selektivní koronarografe (SKG) je nastříknutí kontrastní látky do srdečních tepen (věnčitých). Pomocí katetru zavedeného do tepenného řečiště je kontrastní látka vpravena pouze (selektivně) do určitých tepen. Typické zúžení cévy prokazujeme nejčastěji při aterosklerotickém postižení věnčitých tepen. Během katetrizace probíhá střídavě nástřik a léčebná angioplastika (intervence).

### Perkutánní koronární intervence
Perkutánní koronární intervence je představitelem intervenčních katetrizačních metod. Její význam je ve zprůchodnění cévy (angioplastice) zúžené aterosklerotickým procesem. Po lokalizací zúžené tepny koronarografií dojde zavedení katetru přímo do zúžené cévy, jejím roztažení balónkem a eventuálním vyztužení stentem. Používá se zejména v léčbě infarktu myokardu.

### Katetrizační vyšetření srdečních vad
Pro posouzení poškození chlopní či porušení srdeční přepážky jsou používány opět kontrastní látky, měřeny tlakové změny nebo koncentrace kyslíku v krvi.

### Zhodnocení plicní hypertenze
Pro zjištění a posouzení závažnosti plicní hypertenze je nutné katetrem projít celým pravým srdcem a po směru toku krve doputovat plicními tepnami až do plic, kde je měřen tzv. tlak v zaklínění, který téměř odpovídá tlaku krve v žilní části plic a posléze tlaku v levé síni. Tato metoda se využívá, protože je méně zatěžující než přímý vstup do levé síně přes tepenné řečiště.

### Monitorace
Pravostranná srdeční katetrizace je využívána na jednotkách intenzivní péče pro průběžné hodnocení některých parametrů, jako je tlak (v různých částech krevního oběhu), průtok krve nebo její složení.